# Stenellipsis ochraceotincta
Stenellipsis ochraceotincta är en skalbaggsart som först beskrevs av Fauvel 1906.  Stenellipsis ochraceotincta ingår i släktet Stenellipsis och familjen långhorningar. Inga underarter finns listade i Catalogue of Life.